# Mike Beres
Mike Beres (* 13. Mai 1973 in Brantford) ist ein kanadischer Badmintonspieler. 

## Karriere
Mike Beres nahm 2000, 2004 und 2008 an Olympia teil. Als beste Platzierung erreichte er dabei Rang 9 in den Jahren 2000 und 2008 im Mixed. Bereits 1998 hatte er seinen ersten nationalen kanadischen Titel errungen. Erfolgreich war er unter anderem ebenfalls bei den Mexico International, Czech International, Polish International und Peru International. Ebenso wurde er Panamerikameister und Carebaco-Meister.

## Sportliche Erfolge
| Saison | Veranstaltung                   | Disziplin    | Platz | Name                            |
| ------ | ------------------------------- | ------------ | ----- | ------------------------------- |
| 1991   | Kanada: Juniorenmeisterschaften | Mixed        | 1     | Mike Beres / B. Richardson      |
| 1992   | Kanada: Juniorenmeisterschaften | Herrendoppel | 1     | Mike Beres / Kyle Hunter        |
| 1992   | Kanada: Juniorenmeisterschaften | Mixed        | 1     | Mike Beres / Kyle Hunter        |
| 1998   | Kanada: Einzelmeisterschaften   | Herreneinzel | 1     | Mike Beres                      |
| 1998   | Peru International              | Herrendoppel | 1     | Mike Beres / Iain Sydie         |
| 1999   | Carebaco-Meisterschaft          | Mixed        | 1     | Mike Beres / Kara Solmundson    |
| 1999   | Peru International              | Mixed        | 1     | Mike Beres / Kara Solmundson    |
| 1999   | Mexico International            | Mixed        | 1     | Mike Beres / Kara Solmundson    |
| 1999   | Carebaco-Meisterschaft          | Herreneinzel | 1     | Mike Beres                      |
| 2000   | Peru International              | Mixed        | 1     | Mike Beres / Kara Solmundson    |
| 2000   | Croatian International          | Mixed        | 1     | Michael Beres / Kara Solmundson |
| 2000   | Olympia                         | Herreneinzel | 17    | Mike Beres                      |
| 2001   | Boston Open                     | Mixed        | 1     | Mike Beres / Kara Solmundson    |
| 2001   | Boston Open                     | Herreneinzel | 1     | Mike Beres                      |
| 2002   | Polish International            | Mixed        | 1     | Mike Beres / Kara Solmundson    |
| 2003   | Czech International             | Mixed        | 1     | Mike Beres / Jody Patrick       |
| 2003   | Kanada: Einzelmeisterschaften   | Herrendoppel | 1     | Mike Beres / Kyle Hunter        |
| 2003   | Carebaco-Meisterschaft          | Mixed        | 1     | Mike Beres / Jody Patrick       |
| 2004   | Czech International             | Herrendoppel | 1     | Mike Beres / William Milroy     |
| 2005   | Kanada: Einzelmeisterschaften   | Herrendoppel | 1     | Mike Beres / William Milroy     |
| 2005   | Carebaco-Meisterschaft          | Herrendoppel | 1     | Mike Beres / William Milroy     |
| 2005   | Carebaco-Meisterschaft          | Mixed        | 1     | Mike Beres / Valérie Loker      |
| 2005   | Panamerikameisterschaft         | Mixed        | 1     | Mike Beres / Jody Patrick       |
| 2006   | Kanada: Einzelmeisterschaften   | Mixed        | 1     | Mike Beres / Valérie Loker      |
| 2006   | Kanada: Einzelmeisterschaften   | Herrendoppel | 1     | Mike Beres / William Milroy     |
| 2006   | Canadian Open                   | Herrendoppel | 1     | William Milroy / Mike Beres     |
| 2007   | Canadian Open                   | Herrendoppel | 1     | William Milroy / Mike Beres     |
| 2007   | Boston Open                     | Herreneinzel | 1     | Mike Beres                      |
| 2007   | Panamerikameisterschaft         | Herrendoppel | 1     | Mike Beres / William Milroy     |
| 2007   | Peru International              | Herrendoppel | 1     | Mike Beres / William Milroy     |
| 2007   | Kanada: Einzelmeisterschaften   | Mixed        | 1     | Mike Beres / Valérie Loker      |
| 2007   | Kanada: Einzelmeisterschaften   | Herrendoppel | 1     | Mike Beres / William Milroy     |
| 2007   | Peru International              | Mixed        | 1     | Mike Beres / Valérie Loker      |
| 2007   | Kanada: Einzelmeisterschaften   | Herreneinzel | 1     | Mike Beres                      |
| 2008   | Kanada: Einzelmeisterschaften   | Herrendoppel | 1     | Mike Beres / William Milroy     |